# Non lo dire a nessuno
Non lo dire a nessuno è un singolo del cantautore italiano Gazzelle, pubblicato il 18 novembre 2022 come primo estratto dal quarto album in studio Dentro.

## Video musicale
Il video, diretto da BENDO, è stato pubblicato il 28 novembre 2022 sul canale YouTube della Maciste Dischi.

## Tracce
Testi di Flavio Bruno Pardini, musiche di Flavio Bruno Pardini e Federico Nardelli.
1. Non lo dire a nessuno – 3:27

## Classifiche
| Classifica (2022) | Posizione massima |
| ----------------- | ----------------- |
| Italia            | 38                |